# São Luís do Piauí
São Luis do Piauí est une municipalité brésilienne située dans l'État du Piauí.